# Charoen Sin (huyện)
Charoen Sin (tiếng Thái: เจริญศิลป์) là một huyện (amphoe) của tỉnh Sakon Nakhon, đông bắc Thái Lan.

## Địa lý
Các huyện giáp ranh (từ phía bắc theo chiều kim đồng hồ) là: Ban Muang, Wanon Niwat và Sawang Daen Din của tỉnh Sakon Nakhon, và Ban Dung của tỉnh Udon Thani.

## Lịch sử
Tiểu huyện (king amphoe) Charoen Sin được thành lập ngày 15 tháng 2 năm 1988, khi năm tambon được tách ra từ Sawang Daen Din. Đơn vị này đã được nâng cấp thành huyện ngày 4 tháng 7 năm 1994.

## Hành chính
Huyện này được chia thành 5 phó huyện (tambon), các đơn vị này lại được chia ra thành 52 làng (muban). Đô thị phó huyện (thesaban tambon) Charoen Sin nằm trên một phần của tambon Charoen Sin và Thung Kae. Có 5 Tổ chức hành chính tambons (TAO).
| STT. | Tên         | Tên Thái | Số làng | Dân số |  |
| ---- | ----------- | -------- | ------- | ------ |  |
| 1.   | Ban Lao     | บ้านเหล่า  | 13      | 11.571 |  |
| 2.   | Charoen Sin | เจริญศิลป์  | 11      | 10.682 |  |
| 3.   | Thung Kae   | ทุ่งแก     | 9       | 6.928  |  |
| 4.   | Khok Sila   | โคกศิลา   | 8       | 4.830  |  |
| 5.   | Nong Paen   | หนองแปน  | 11      | 8.364  |  |